# Београдски тролејбус
Београдски тролејбус је тролејбуски систем у главном граду Србије, Београду. Власник тролејбуса је ГСП Београд, који такође води и градске аутобуске и трамвајске линије. Увођење "тролејбуса" је планирано 1940. Први тролејбус у Београду пуштен је у саобраћај 1947. године и возио је од Калемегдана до Славије. Данас систем има 7 линија.

## Линије
| Линија | Од             | До               | Уведена    | Белешке                                                               | Референце |
| ------ | -------------- | ---------------- | ---------- | --------------------------------------------------------------------- | --------- |
| 19     | Трг Славија    | Коњарник         | 1-5-1981   |                                                                       |           |
| 21     | Трг Славија    | Учитељско насеље | 1-5-1981   | Због недостатка тролејбуса привремено замењена аутобуском линијом 21А |           |
| 22     | Трг Славија    | Крушевачка       | 18-5-1984  |                                                                       | [ 2 ]     |
| 28     | Студентски трг | Звездара         | 10-1-1983  |                                                                       | [ 3 ]     |
| 29     | Студентски трг | Медаковић 3      | 24-11-1983 |                                                                       | [ 4 ]     |
| 40     | Звездара       | Бањица 2         | 30-8-1986  |                                                                       | [ 5 ]     |
| 41     | Студентски трг | Бањица 2         | 30-12-1985 |                                                                       | [ 6 ]     |

| Линија | Од             | До                       | Уведена    | Укинута    | Белешке                     | Референце |
| ------ | -------------- | ------------------------ | ---------- | ---------- | --------------------------- | --------- |
| 1      | Калемегдан     | Душановац (Видска)       | 22-6-1947  | 1-1-1958   | Ознака промењена у 13       | [ 7 ]     |
| 11     | Калемегдан     | Крушевачка               | 28-8-1948  | 18-5-1984  | Ознака промењена у 22       | [ 2 ]     |
| 11А    | Калемегдан     | Црвени крст              | 1958       | 1976       |                             |           |
| 11Л    | Калемегдан     | Трг Славија              | 22-11-1982 | 18-5-1984  | Ознака промењена у 22Л      | [ 2 ]     |
| 12     | Калемегдан     | Бањица (стара окретница) | 1-8-1952   | 12-7-1970  | Замењена аутобуском линијом |           |
| 12А    | Калемегдан     | Трг ослобођења           | 1958       | 12-7-1970  |                             |           |
| 13     | Калемегдан     | Шумице                   | 1-1-1958   | 25-10-1969 | Замењена аутобуском линијом | [ 7 ]     |
| 14     | Зелени венац   | Земун /Горњи град/       | 22-10-1956 | 1-1-1973   | Замењена аутобуском линијом |           |
| 14А    | Зелени венац   | Трг Бранка Радичевића    | 1960       | 1-1-1973   |                             |           |
| 15     | Зелени венац   | Земун /Првомајска/       | 1-5-1958   | 1972       | Замењена аутобуском линијом |           |
| 16     | Зелени венац   | Нови Београд /Павиљони/  | 20-10-1960 | 1-8-1969   | Замењена аутобуском линијом |           |
| 22Л    | Студентски трг | Трг Славија              | 18-5-1984  | 2016       |                             | [ 2 ]     |

Ноћни саобраћај у Београду 2006. преузеле су приватне аутобуске компаније те тролејбуси не саобраћају ноћу. Трасом тролејбуске линије 29 ноћу саобраћа аутобуска линија 29Н.

## Возни парк
- АКСМ-321 - 84 тролејбуса
- АКСМ-333 - 8 тролејбуса

### Некадашњи возни парк
- Фијат 668Ф - 31 тролејбус (1947)
- Алфа Ромео 140 АФ - 12 тролејбуса (1949)
- Гоша I - 40 тролејбуса (1956)
- Гоша II - 38 тролејбуса (1957—1958)
- ФАГЕС 63 - 60 тролејбуса (1964—1965)
- Gräf & Stift GE 112 M 16 - 3 (2003) - донација Салцбурга
- Gräf & Stift GOE 112 M 11 - 2 (2003) - донација Салцбурга
- АКСМ-201 - 10 тролејбуса
- ТролЗа-62052.01 - 12 тролејбуса
- Зиу-9 - 4 тролејбуса
- ВМЗ-5298.00 (ВМЗ-375) - 1 тролејбус
- ТролЗа-5275.05 "Оптима" - 1 тролејбус

## Галерија
- ZiU-9 на терминусу Студентски трг, испред Ректората Универзитета у Београду
- AKSM-333 на Тргу Републике, испред Народног позоришта
- AKSM-321
- AKSM-321 код Хотела Москва
- AKSM-321 код Студентског трга
- TrolZa-62052.01 у Коларчевој улици
- AKSM-321 и AKSM-333 код Студентског трга
- ZiU-9
- AKSM-321 у близини ВМА
- ZiU-9 код Народног позоришта
- AKSM-333 на Дедињу

## Bиди још
- Београдски трамвај
- Београдски аутобус
- Београдски електробус